# Свята Хорватії
Свята в Хорватії регулюються Законом «Про свята, пам'ятні та неробочі дні» від 14 листопада 2019 року (набув чинності 1 січня 2020 року).

## Неробочі дні
| Дата                       | Українська назва                                                              | Місцева назва                                                                      | Зауваги                                  |
| -------------------------- | ----------------------------------------------------------------------------- | ---------------------------------------------------------------------------------- | ---------------------------------------- |
| 1 січня                    | Новий Рік                                                                     | Nova Godina                                                                        |                                          |
| 6 січня                    | Богоявлення або Свято трьох королів                                           | Bogojavljenje, Sveta tri kralja                                                    | Встановлене з 2003 року                  |
| Великдень і наступний день | Великдень і Великодній понеділок                                              | Uskrs i uskrsni ponedjeljak                                                        | змінювана дата, встановлений з 2002 року |
| 1 травня                   | Міжнародне свято праці                                                        | Međunarodni praznik rada                                                           |                                          |
| 60 днів після Великодня    | Свято тіла і крові Христових                                                  | Tijelovo                                                                           | змінювана дата                           |
| 30 травня                  | День державності                                                              | Dan državnosti                                                                     | 1991 - 2001 роки, відновлене з 2020 року |
| 22 червня                  | День антифашистської боротьби                                                 | Dan antifašističke borbe                                                           |                                          |
| 5 серпня                   | День перемоги і подяки вітчизні, День хорватських захисників                  | Dan pobjede i domovinske zahvalnosti i Dan hrvatskih branitelja                    | З 2002 року                              |
| 15 серпня                  | Успіння Пресвятої Богородиці                                                  | Velika Gospa                                                                       |                                          |
| 1 листопада                | День усіх святих                                                              | Dan svih svetih                                                                    | З 2002 року                              |
| 18 листопада               | День пам'яті жертв Вітчизняної війни та День пам'яті жертв Вуковара і Шкабрні | Dan sjećanja na žrtve Domovinskog rata i Dan sjećanja na žrtvu Vukovara i Škabrnje | Відзначається з 2020 року                |
| 25 грудня                  | Різдво                                                                        | Božić                                                                              |                                          |
| 26 грудня                  | День Св. Степана                                                              | Prvi dan po Božiću, Sveti Stjepan, Štefanje                                        |                                          |

Примітка: Громадяни Республіки Хорватії, які відзначають різні релігійні свята, мають право не працювати в ці дні. Це торкається православних християн, які святкують Різдво Христове 7 січня за Юліанським календарем, мусульман у дні Рамадан Байрам і Курбан Байрам та юдеїв у дні Рош Гашана і Йом-Кіпур.

### Колишні свята, що мали статус неробочих
| Дата      | Українська назва  | Місцева назва   | Зауваги          |
| --------- | ----------------- | --------------- | ---------------- |
| 25 червня | День державності  | Dan državnosti  | 2002 - 2019 роки |
| 8 жовтня  | День незалежності | Dan neovisnosti | 2002 - 2019 роки |

## Неофіційні свята
- Карнавальні урочистості проводяться в більшості міст і містечок на Масляну (Pokladni utorak).
- Деякі міста мають фактично свої державні свята в дні їхніх святих покровителів. Наприклад, Спліт святкує 7 травня День Святого Дуяма, а Дубровник відзначає 3 лютого День Святого Влахо.